# Seznam letišť a heliportů v Praze
Seznam letišť a heliportů v Praze obsahuje letiště civilní a vojenská, heliporty a další letecké plochy, v provozu, zaniklé i plánované. Seznam nemusí být úplný.

## Seznam
| Objekt                                         | Fotografie | Galerie                                                                             | Katastr       | ICAO | IATA | Nadmořská výška | Rok zprovoznění   | Poznámka |
| ---------------------------------------------- | ---------- | ----------------------------------------------------------------------------------- | ------------- | ---- | ---- | --------------- | ----------------- | --- |
| Civilní letiště                                |            |                                                                                     |               |      |      |                 |                   | |
| Letiště Václava Havla Praha                    |            | Kategorie „Prague Ruzyně Airport“ na Wikimedia Commons                              | Ruzyně        | LKPR | PRG  | 376 m n. m.     | 1937 (5. dubna)   | veřejné mezinárodní; 3 terminály v areálu stanoviště LZS, nejstarší v Česku, v nepřetržitém provozu je od 1. dubna 1987 (nová základna od roku 2024), vrtulník Kryštof 01 |
| Letiště Letňany                                |            | Kategorie „Letňany Airport“ na Wikimedia Commons                                    | Letňany       | LKLT |      | 278 m n. m.     | 1923              | veřejné vnitrostátní, neveřejné mezinárodní; v jeho blízkosti se nacházely závody leteckých výrobců Letov, Aero a Praga |
| Letiště Točná                                  |            | Kategorie „Točná Airport“ na Wikimedia Commons                                      | Točná         | LKTC |      | 313 m n. m.     | 1946 (31. března) | neveřejné vnitrostátní; Aeroklub Točná |
| Vojenská letiště                               |            |                                                                                     |               |      |      |                 |                   | |
| Letiště Kbely                                  |            | Kategorie „Kbely Airport“ na Wikimedia Commons                                      | Kbely         | LKKB |      | 286 m n. m.     | 1918              | vojenské mezinárodní; původně také civilní dopravní provoz (od 1920) |
| Heliporty                                      |            |                                                                                     |               |      |      |                 |                   | |
| Praha 4 – Krč (Fakultní Thomayerova nemocnice) |            | Kategorie „Heliport of Thomayerova nemocnice“ na Wikimedia Commons                  | Krč           | LKPK |      | 230 m n. m.     |                   | neveřejný vnitrostátní pro LZS |
| Praha 5 – Motol (FN Motol)                     |            | Kategorie „New heliport of Motol Hospital“ na Wikimedia Commons                     | Motol         | LKPH |      | 348 m n. m.     |                   | neveřejný vnitrostátní pro LZS; nahradil starý heliport |
| Praha 6 – Střešovice (ÚVN–VFN)                 |            |                                                                                     | Břevnov       | LKPT |      | 366 m n. m.     |                   | vojenský pro LZS |
| Praha 8 – Bulovka (FN Bulovka)                 |            | Kategorie „Heliport of Bulovka Hospital“ na Wikimedia Commons                       | Libeň         | LKPB |      | 258 m n. m.     |                   | neveřejný vnitrostátní pro LZS |
| Praha 10 – Vinohrady (FN Královské Vinohrady)  |            | Kategorie „Heliport of Fakultní nemocnice Královské Vinohrady“ na Wikimedia Commons | Vinohrady     | LKPY |      | 238 m n. m.     |                   | neveřejný vnitrostátní pro LZS |
| Praha 19 – Kbely                               |            |                                                                                     | Kbely         | LKLK |      | 277 m n. m.     |                   | neveřejný vnitrostátní |
| Plánovaná a zrušená letiště                    |            |                                                                                     |               |      |      |                 |                   | |
| Prozatímní letiště ve Strašnicích (†)          |            |                                                                                     | Strašnice     |      |      |                 | 1918              | prozatímní letiště na poli jižně od Černokostelecké; v provozu od 31. října do 11. prosince 1918. Plochu využíval Letecký oddíl Strašnice, jehož personál i s materiálem byl poté začleněn k Letecké setnině v Praze-Vysočanech, která používala pole na vysočansko-letňanské pláni. |
| Letiště v Šárce (†)                            |            |                                                                                     | Liboc         |      |      |                 | 1943              | plánované polní letiště, nerealizované; dochovaný chodbový podzemní kryt vyražený v pískovci; v západní části přírodního parku Šárka-Lysolaje přibližně 1 km západně od konečné tramvají Divoká Šárka                                                                                |
| Heliport na Vltavě                             |            |                                                                                     | Nové Město    |      |      |                 | 2025              | plovoucí heliport je plánován u pravého břehu Vltavy u Rašínova nábřeží nedaleko Vyšehradského tunelu pro Všeobecnou fakultní nemocnici, Ústav pro péči o matku a dítě v Podolí a Zemskou porodnici u Apolináře                                                                      |
| Ostatní                                        |            |                                                                                     |               |      |      |                 |                   | |
| Nuselská zahrada                               |            |                                                                                     | Nusle         |      |      |                 | 1877              | 8. srpna 1877 vzlétl Josef Vydra balónem ze zahrady nuselského pivovaru a asi po deseti minutách bez problému přistál u letohrádku pana Bělského. |
| Chuchelské závodiště                           |            |                                                                                     | Velká Chuchle |      |      |                 | 1911              | při letu z Pardubic 13. května 1911 přistál v 7.45 hod na Chuchelském závodišti Ing. Jan Kašpar s letounem vlastní konstrukce; při letu ve výšce cca 400 m překonal vzdálenost 121 km za 92 minut.                                                                                   |